# Dos d’Âne
Dos d’Âne ist ein Dorf in der Gemeinde La Possession im französischen Übersee-Département Réunion.

## Lage
Der Ort liegt im nordwestlichen Teil der Insel Réunion im Indischen Ozean in einer Höhe von etwa 1000 Metern auf einem Plateau. Südlich des Ortes fließt der Fluss Rivière des Galets. Eine Zufahrt zum Ort ist nur über die von Nordwesten kommende, gewundene, steil ansteigende Straße D 1 möglich. Die Straße führt durch den Ort hindurch und dann noch weiter bis in die Nähe des Aussichtspunkts Cap Noir. 
Dos d’Âne verfügt über Schule, Kirche und Einkaufsmöglichkeiten. Das Plateau wird landwirtschaftlich genutzt. Der Ortsname bedeutet im Deutschen so viel wie Eselsrücken.
Vom Ort aus beginnen Wanderwege in den Talkessel Mafate.